# Mazir
Mazir (oroszul Mozir) (Мазыр; Мозырь), járási jogú nagyváros Fehéroroszország Homeli területén, a Pripjaty-folyó déli partján. Homeltől 133 km-re nyugatra, az ukrán-fehérorosz határállomástól (Novaja Rudnya) 50 km-re északra terül el. A Maziri járás székhelye, 1938-1954 között a Poleszjei terület (Polesszkaja oblaszty) székhelye volt. Közigazgatási területe 37 km², 2006-ban 112,1 ezren lakták. 

## Történelem
Mazir a Pripjaty szintje fölé mintegy 80 m magasan emelkedő homokos végmorénasáncon fekszik.  Első írásos említése 1155-ből származik. 1793-ban került Oroszországhoz és 1795-ben nyilvánították várossá. A lengyel és az orosz uralom alatt is járási székhely volt. Az Októberi forradalomig kisebb kereskedelmi és faipari központ volt, majd 1924-ben körzet (okrug), 1938-ban területi (oblaszty) székhely lett. A polgárháborúban a lengyelek kétszer is elfoglalták: 1919. április 1-11. között, illetve 1920. március 6-án. Az első ötéves tervek idején elsősorban fafeldolgozó ipara fejlődött gyorsan. Német megszállás alatt volt 1941. augusztus 22. – 1944. január 11. között, ekkor a város nagy része elpusztult. A háború után gyorsan helyreállították az elpusztult üzemeket, kialakították a Győzelem parkot. 1973-ban 58 ezer lakosa volt. 1967 után a várostól délre építették ki az ország legnagyobb petrokémiai komplexumát, a Moziri Kőolajfinomítót és vegyipari műveket (a Barátság kőolajvezetékre alapozva). A város népességszáma gyors növekedésnek indult, napjainkban is az ország egyik legfejlettebb városa. 

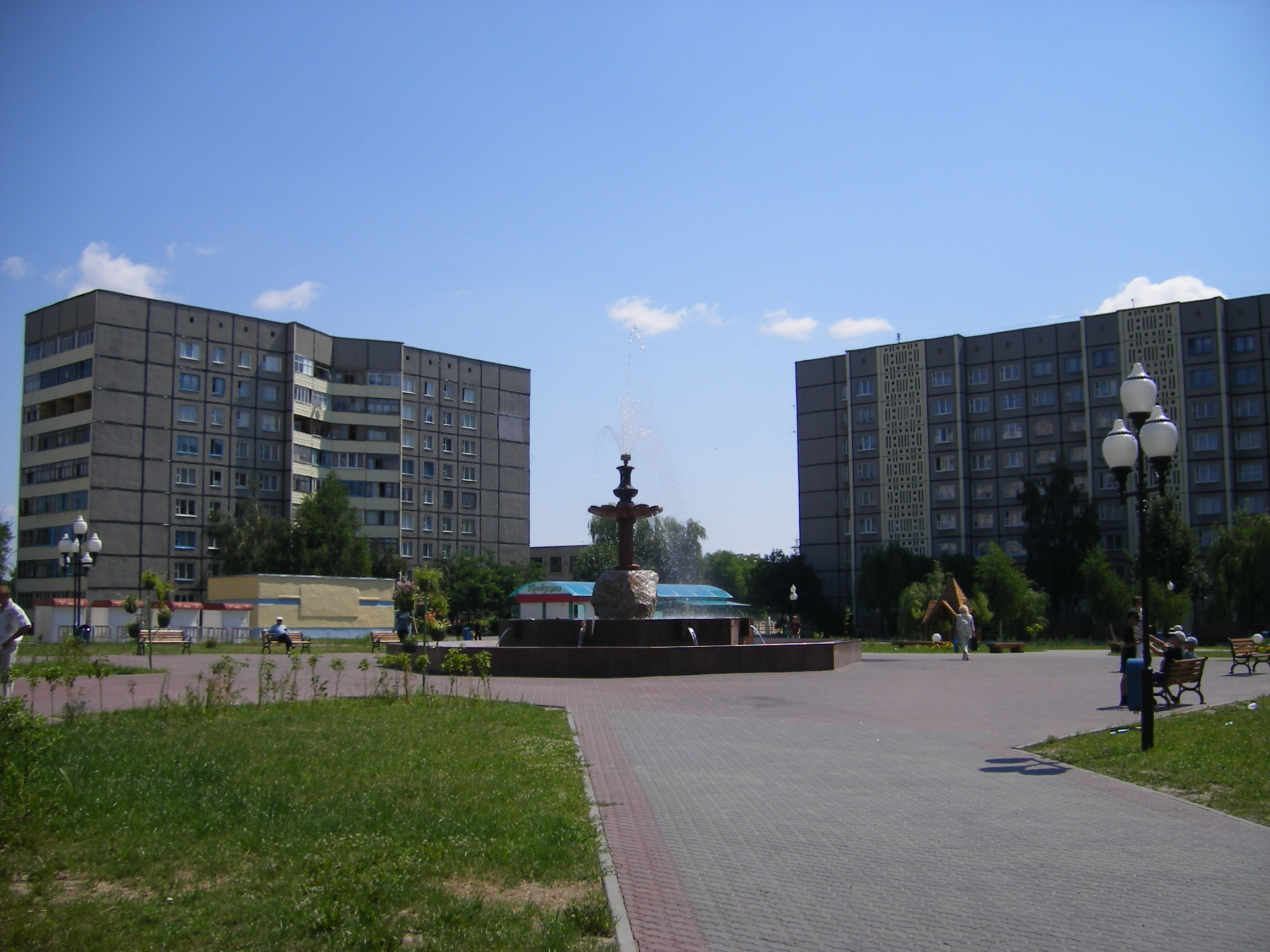
A Vosztocsnij lakótelep

## Gazdaság
Az 1970-es években kiépített sokoldalú vegyipari kombinát orosz kőolajat és a belarusz kálisókészleteket hasznosítja. A hagyományosan jelentős fafeldolgozó és bútoripar a Poleszje hatalmas erdőségeire települt. A városban a gépipart a talajmeliorációs gépek gyára képviseli. Kábelgyártás, kötszövőipar, sokoldalú élelmiszeripar (például sörgyártás, étkezési só előállítása). Újabban az M. Tank Pedagógiai Főiskola kihelyezett kara révén oktatási szerepköre is megerősödött.

## Közlekedés

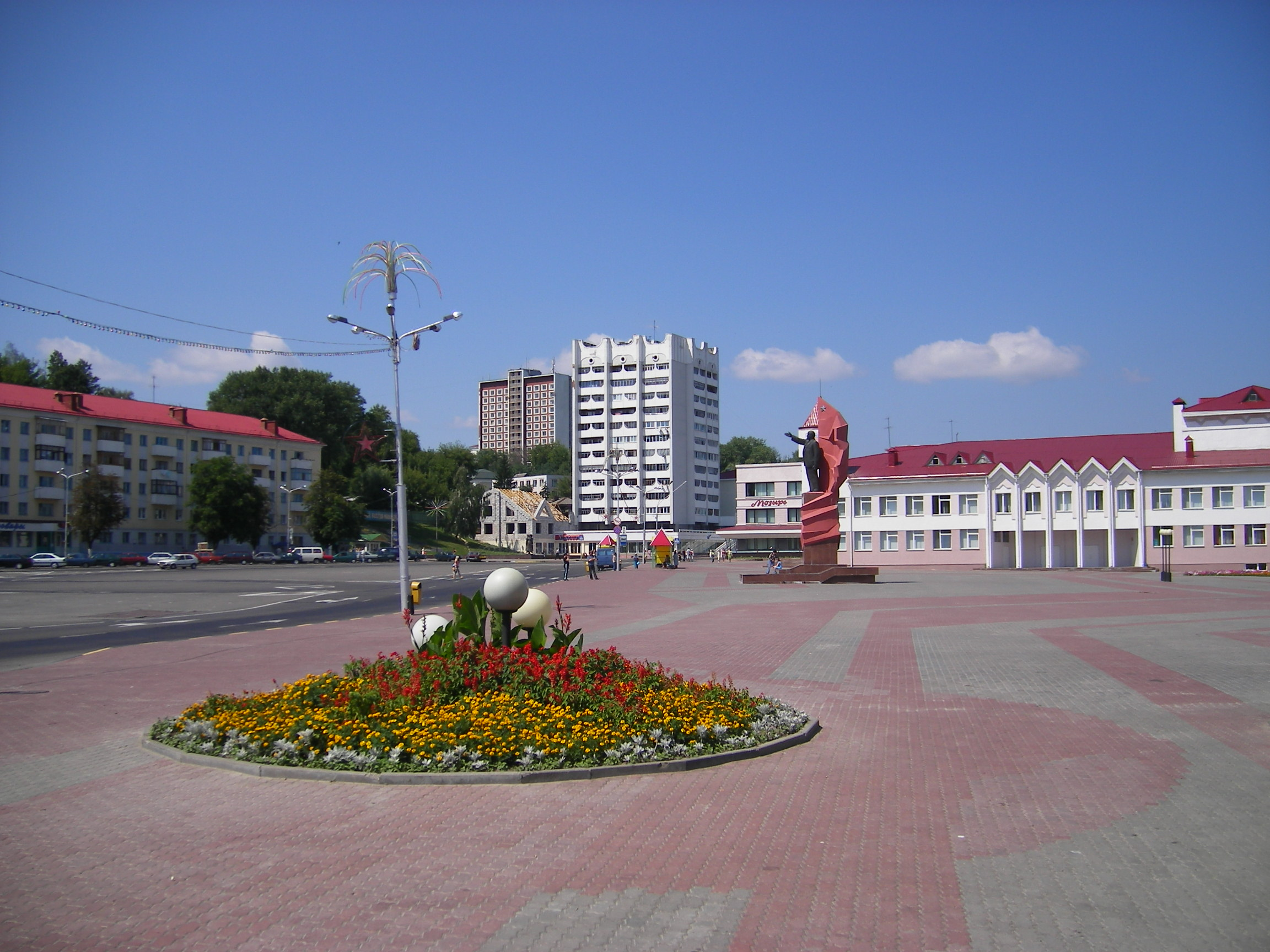
A város központja a Lenin-tér

Mazir fontos közlekedési csomópont, jó minőségű országút köti össze Kalinkavicsin át Homellel (P131), dél felé a P31-es út Ukrajnával. A szomszédos járások székhelyeivel szintén jó a közúti összeköttetés (Lelcsici – P36, Narovlja – P37). A Zsitomir-Kalinkavicsi fővonalon három vasútállomása is kiépült (Kozenki, Phov, valamint a városi pályaudvar Zseleznodorozsnij városrészben). A folyami kikötő a Pripjaty északi partján, Phov városrészben található. A folyón két közúti és egy vasúti híd ível át.

## Látnivalók, nevezetességek

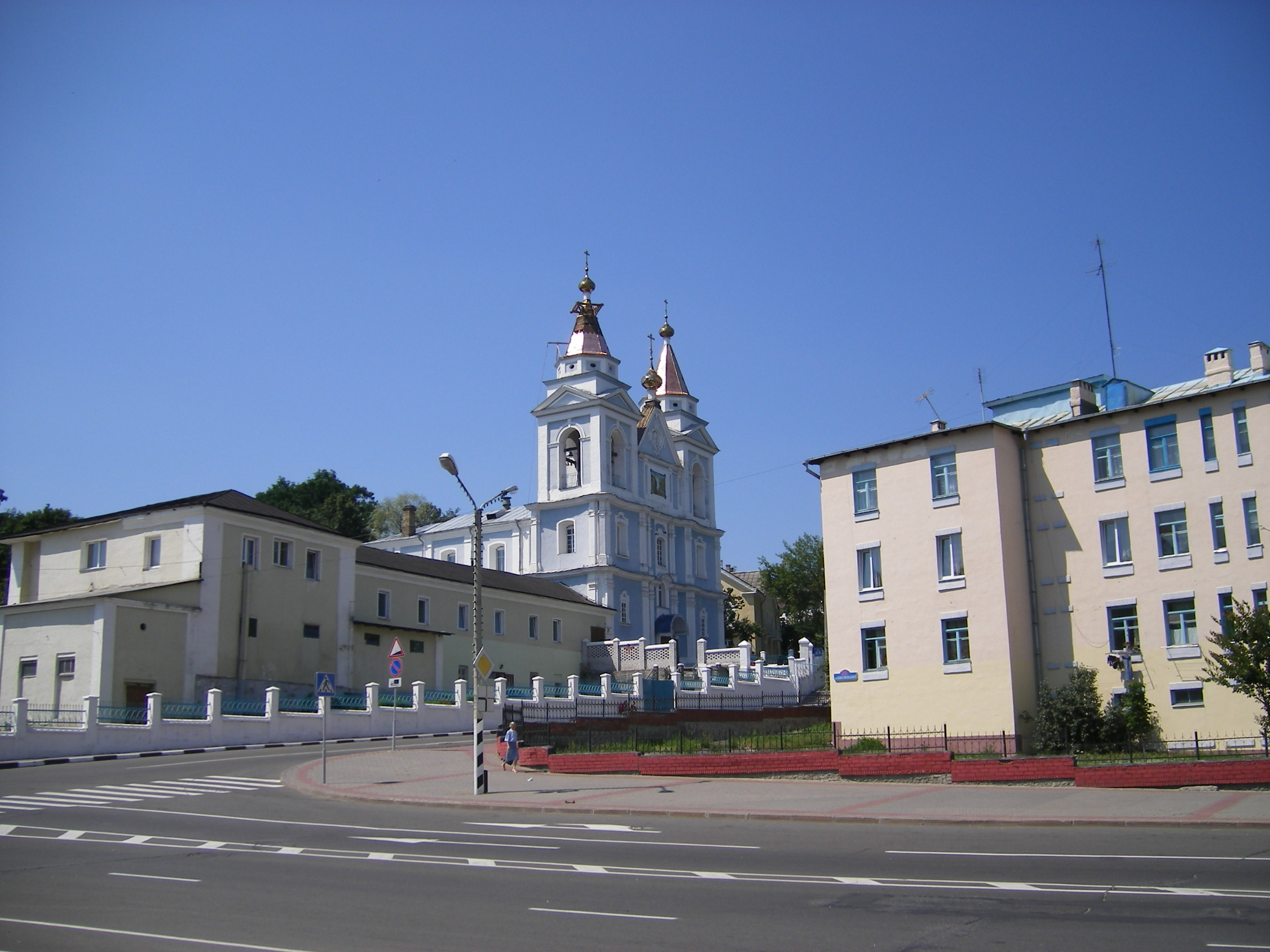
A Szent Mihály-székesegyház

A város nagy részét lakótelepek (Druzsba, Bobri, Mologyozsnij, Oktyabrszkij) alkotják, a történelmi városmag a Pripjaty magaspartjára épült. Itt található a főtér (ploscsagy Lenina), Lenin szobrával, valamint az 1760-1775 között épült barokk stílusú Szent Mihály-székesegyház is. A városban két régi kolostor épülete fennmaradt (a cisztercieké az 1740-es évekből; valamint a bernát-rendieké az 1760-as évekből). Meg kell még említeni a 19. századi lánygimnázium épületét, a Szovjetszkaja utca több műemléképületét, valamint a régi zsidó temetőt. A Pripjaty homokos bal partján található a városi strand, a meredek jobb partra a főtérről lépcsősor vezet le.